# Moraira
Moraira é um núcleo populacional do município espanhol de Teulada. a seis quilómetros da sede do município localiza-se o porto e praia do município , sendo  a sua principal atra[c)ção  turística.